# Organiste à couronne rousse
Euphonia anneae
Espèce
Statut de conservation UICN

 LC  : Préoccupation mineure
L'Organiste à couronne rousse (Euphonia anneae) est une espèce de passereaux d'Amérique centrale de la famille des Fringillidae.

## Répartition et sous-espèces
Selon la classification de référence du Congrès ornithologique international (15.1, 2025) il se répartit en deux sous-espèces :
- E. a. anneae Cassin, 1865 — cordillère de Talamanca ;
- E. a. rufivertex Salvin, 1866 — Panama et région du Darién.